# Focio de Moscú

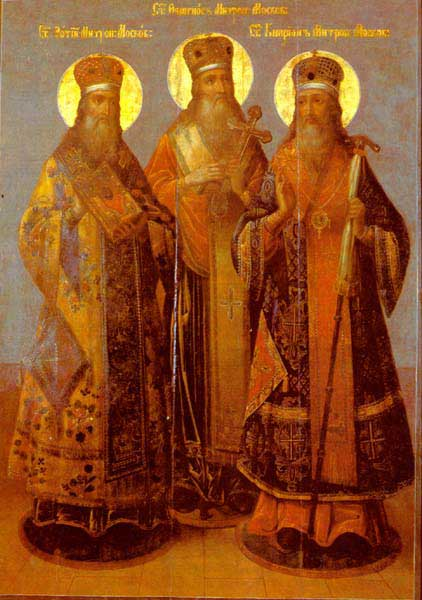
Focio, Teognosto y Cipriano, Metropolitas de Kiev y toda Rus.

Focio de Kiev  (en ruso: Фотий, митрополит Киевский и всея Руси; muerto el 2 de julio de 1431 o el 7 de febrero de 1431), fue Metropolitano de Kiev y toda Rusia, nacido en Monemvasía y descendiente de griegos. Es venerado como santo por la Iglesia ortodoxa rusa, que lo conmemora el 27 de mayo y el 2 de julio.
En 1407, Focio fue nombrado Metropolitano de Kiev y toda Rusia. En 1408, fue transferido a Moscú. En Moscú, donde no llegaría hasta 1410, puesto que permaneció en Kiev debido a la lucha contra la influencia del catolicismo, Focio tuvo que luchar contra muchas adversidades, como la sequía, inanición, peste e incendios, que en esos años devastaban el Principado de Moscú. Focio encontró su residencia metropolitana saqueada y el tesoro eclesiástico vacío, puesto que se superaba un período en el que el metropolitanato estaba vacante tras la muerte del patriarca Cipriano de Moscú. Todo parecía un caos y él no hablaba ni una palabra de ruso.
Focio es recordado como un clérigo que ayudó a los pobres y cuidó de sus súbditos rusos como ningún obispo extranjero. Construyó una iglesia y la llamada Casa de silencio y plegaria en la orilla del río Senga, cerca de Vladímir, donde solía retirarse a meditar. En 1430, mientras Focio estaba en Vladímir, los mongoles (bajo el mando del kan Ediguéi) saquearon la ciudad, pero encontró la manera de escapar al río. Estuvo allí tres meses hasta que el Gran príncipe de Moscú envió una tropa a por él.
Se dice que tras su regreso, el 20 de abril, a Moscú, se le apareció un ángel que lo advirtió de su próxima muerte, que ocurriría dos meses después.
Sus restos se conservan en la Catedral de la Asunción del Kremlin.